# James Krüss Preis für internationale Kinder- und Jugendliteratur

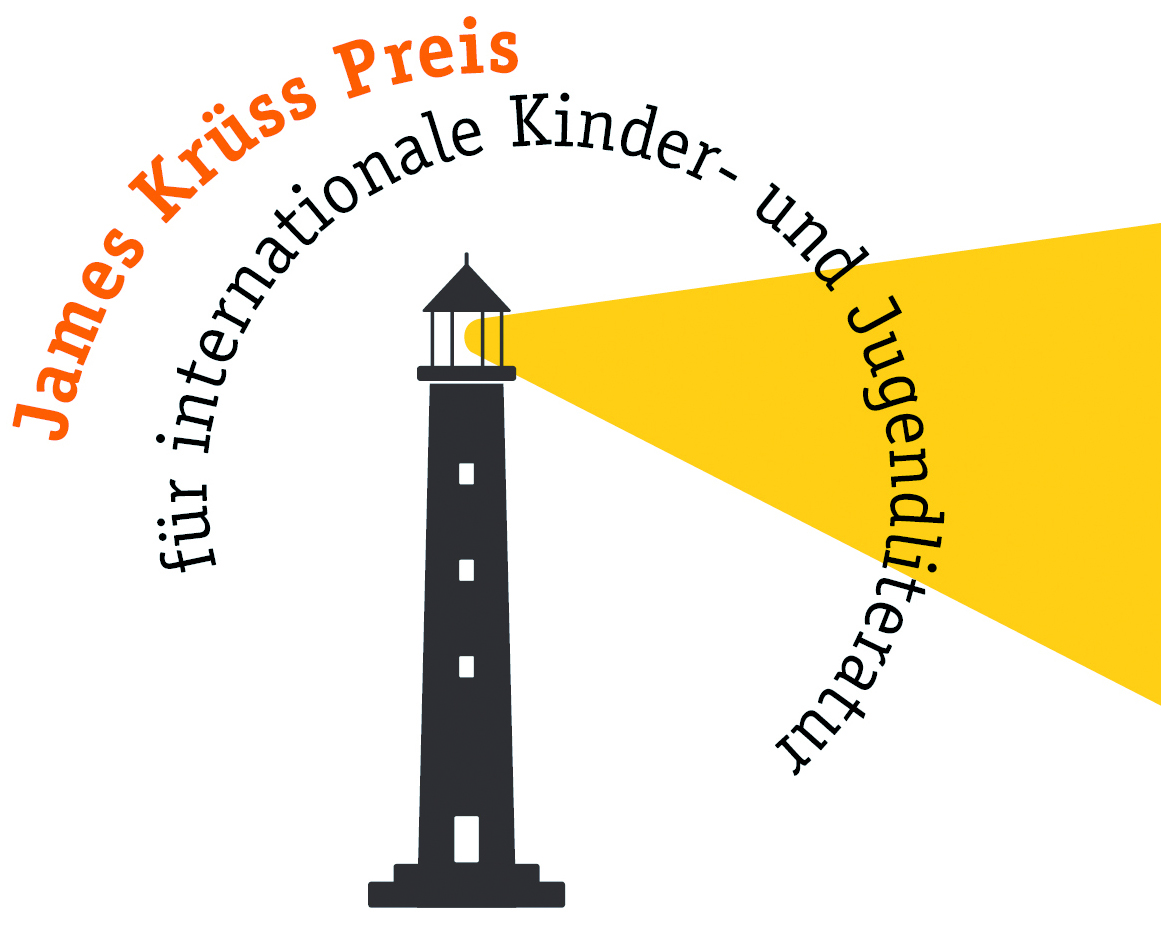
Das Logo des James Krüss Preises für internationale Kinder- und Jugendliteratur

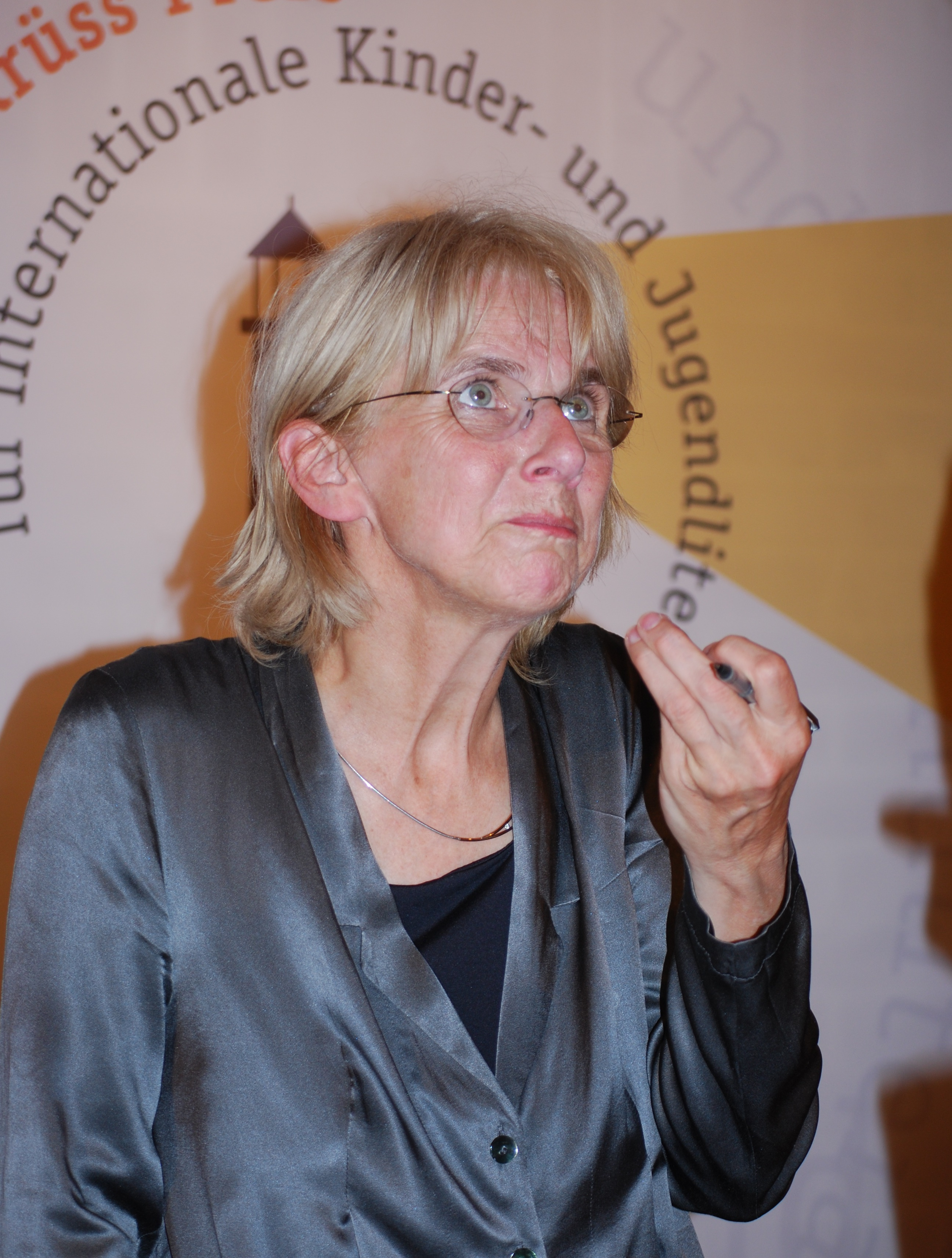
James-Krüss-Preis-Gewinnerin 2013 als Autorin und Illustratorin: Joke van Leeuwen (2013 bei der Preisverleihung in der Internationalen Jugendbibliothek)

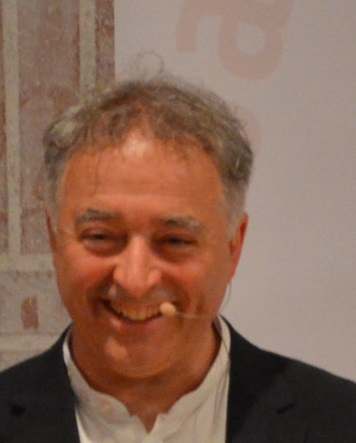
James-Krüss-Preis-Gewinner 2015: Frank Cottrell Boyce (2015 bei der Preisverleihung in der Internationalen Jugendbibliothek)

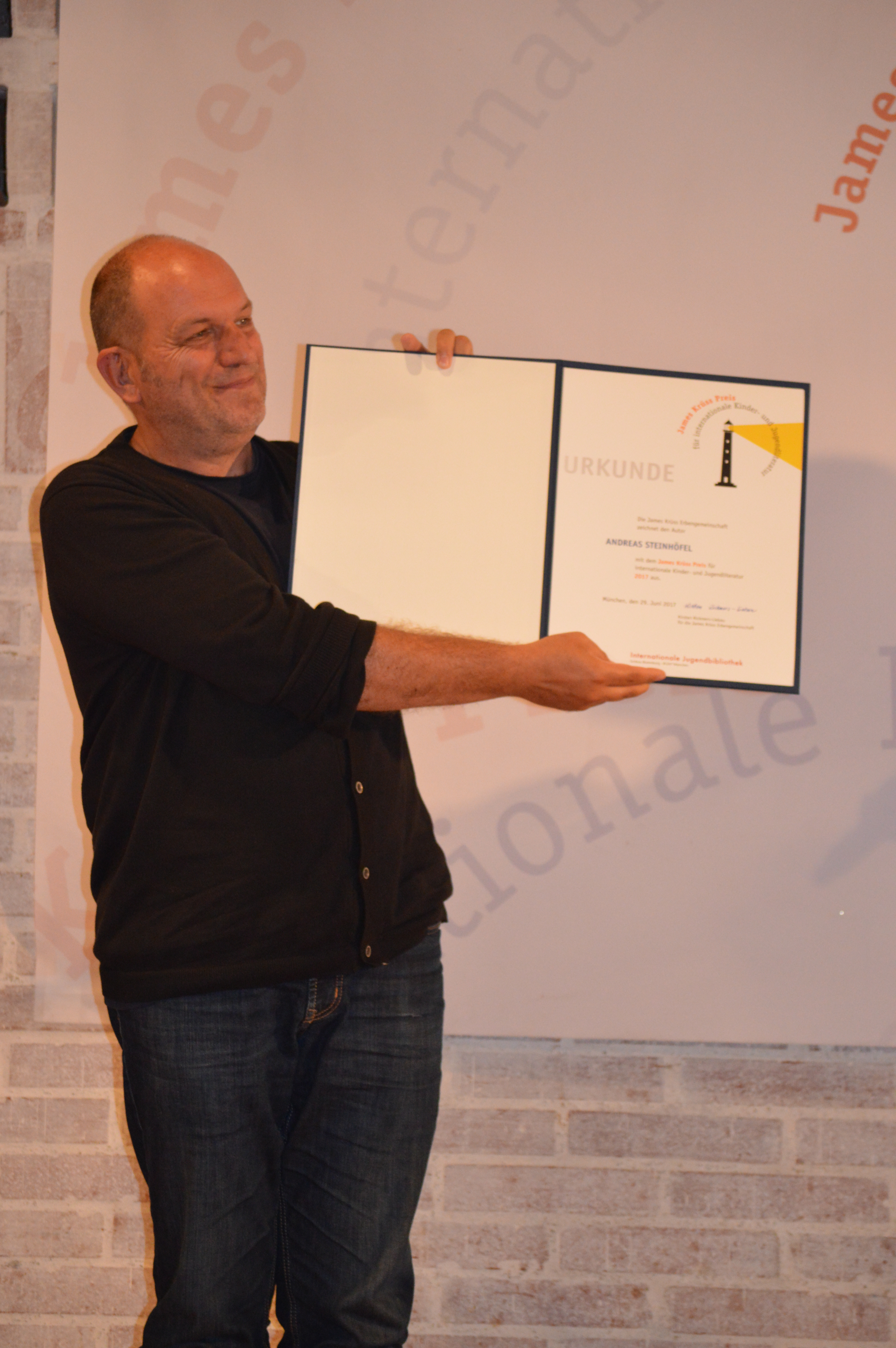
James-Krüss-Preis-Gewinner 2017: Andreas Steinhöfel (2017 bei der Preisverleihung in der Internationalen Jugendbibliothek)

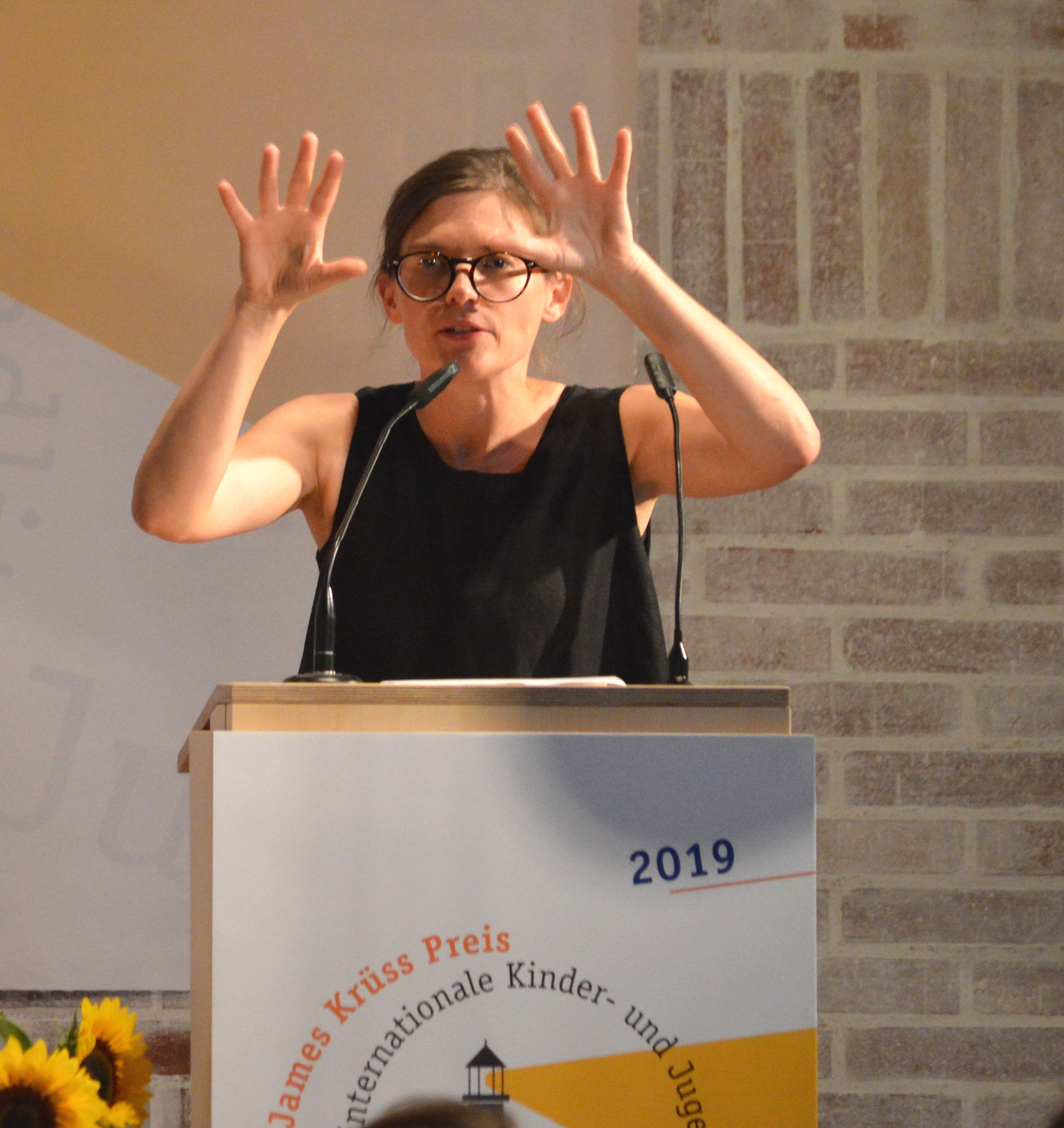
James-Krüss-Preis-Gewinnerin 2019: Frida Nilsson (2019 bei der Preisverleihung in der Internationalen Jugendbibliothek)

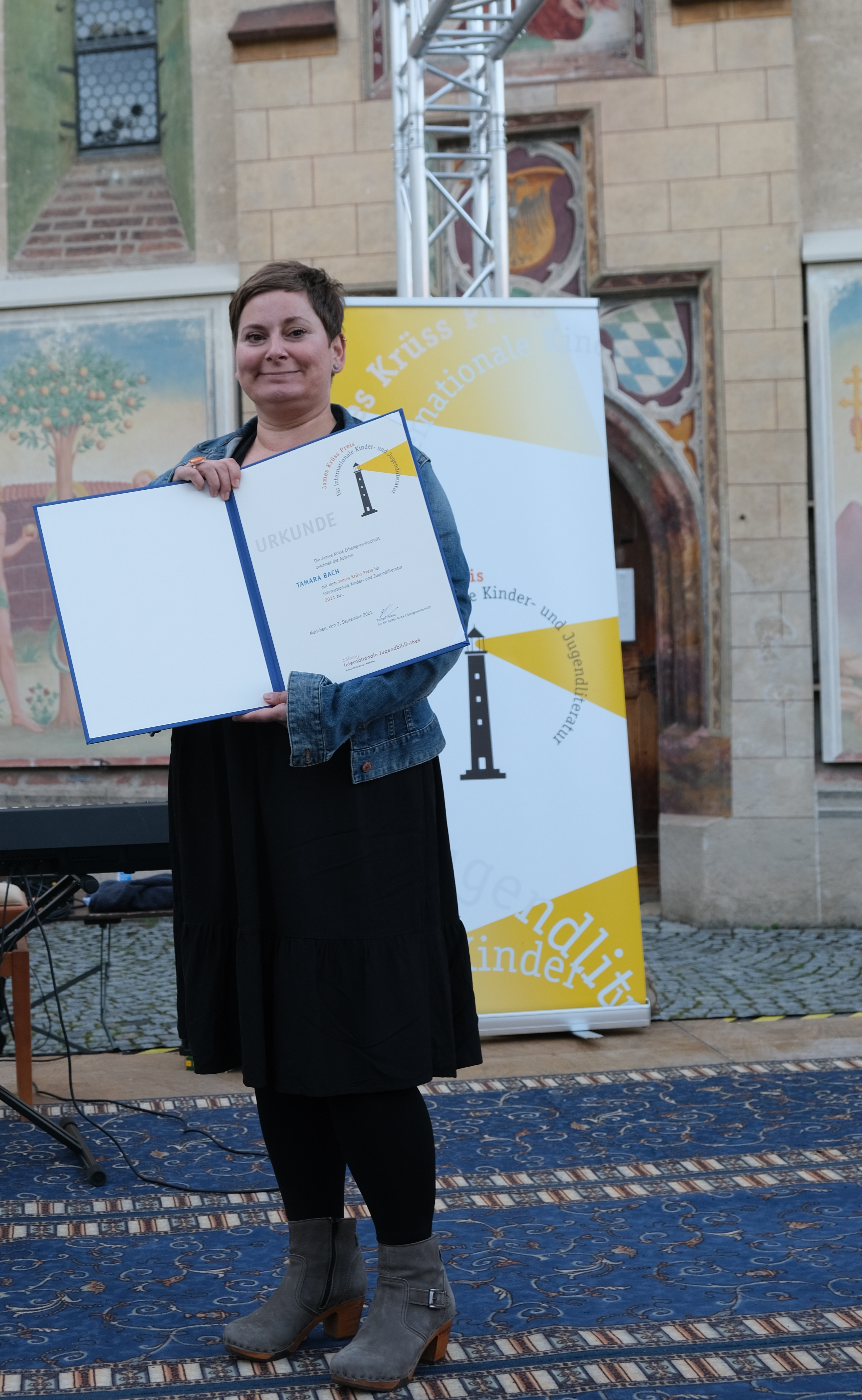
James-Krüss-Preis-Gewinnerin 2021: Tamara Bach (2021 bei der Preisverleihung in der Internationalen Jugendbibliothek)

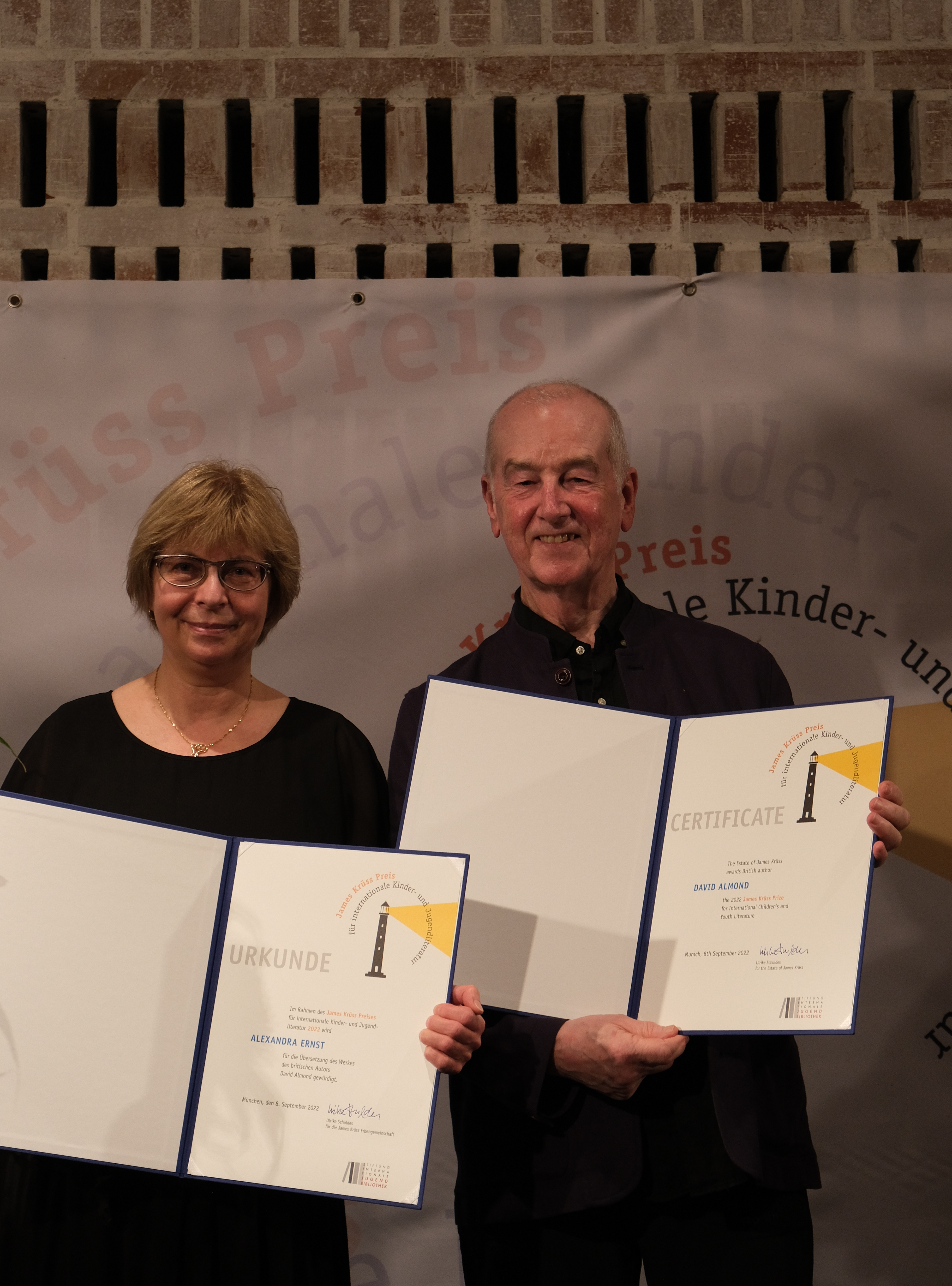
Das James-Krüss-Preis-Gewinner-Duo 2022: Autor David Almond und Übersetzerin Alexandra Ernst (2022 bei der Preisverleihung in der Internationalen Jugendbibliothek)

Der James Krüss Preis für internationale Kinder- und Jugendliteratur ist ein seit 2013 in der Regel alle zwei Jahre vergebener, internationaler Literaturpreis für Kinder- und Jugendbuchautoren. Er wird in der Stiftung Internationale Jugendbibliothek im Auftrag der James-Krüss-Erbengemeinschaft vergeben.

## Allgemeines
Der James Krüss Preis für internationale Kinder- und Jugendliteratur wird in Gedenken an den Kinderbuchautor James Krüss vergeben. Er soll Erzählkunst, Weltoffenheit und Toleranz würdigen und fördern. Mit dem Preis wird das Werk eines lebenden Kinder- und Jugendbuchautors ausgezeichnet, das durch sprachliche Brillanz, Originalität, fantasievolles Erzählen, Formenvielfalt und Humanität überzeugt.
Der Preis kann sowohl an einen deutschen als auch an einen ausländischen Autor vergeben werden. Voraussetzung ist die Präsenz des ausgezeichneten Werkes auf dem deutschsprachigen Buchmarkt. Bei der Auszeichnung ausländischer Autoren werden auch der oder die Übersetzer mitausgezeichnet. Der Preis ist mit 8000 Euro dotiert (Stand 2022).

## Preisträger
| Datum der Preisverleihung | Ausgezeichneter Schriftsteller und Übersetzer                          | Jury                                                                                      | Juryurteil (Auszug) |
| ------------------------- | ---------------------------------------------------------------------- | ----------------------------------------------------------------------------------------- | --- |
| 4. Juli 2013              | Joke van Leeuwen, Hanni Ehlers und Mirjam Pressler für die Übersetzung | Roswitha Budeus-Budde, Robert Elstner, Christiane Raabe, Emer O’Sullivan, Michael Schmitt | „Jedes ihrer Bücher ist ein kleines Gesamtkunstwerk. Die Autorin und Illustratorin beherrscht grandios sprachliche und visuelle Mittel. Mit großer Leichtigkeit wechselt sie zwischen der Text- und Bildebene, indem sie mit der Bildhaftigkeit von Sprache und der Zeichenhaftigkeit von Bildern spielt. Wie bei James Krüss zeichnet sich ihr Werk durch ein hohes Sprach- und Formengefühl, durch eine metaliterarische Qualität der Texte, in denen sie den Möglichkeitsraum von Literatur fantasievoll durchwandert, und durch eine große Sympathie für ihre kindlichen Protagonisten aus. [...]“ |
| 2. Juli 2015              | Frank Cottrell Boyce, Salah Naoura für die Übersetzung                 | Roswitha Budeus-Budde, Robert Elstner, Christiane Raabe, Emer O’Sullivan, Michael Schmitt | „Spannung, Humor und Anteilnahme prägen die erzählenden Kinder- und Jugendbücher von Frank Cottrell Boyce. Er konfrontiert kleine Leute in verlorenen Ecken der Welt mit der Ausstrahlung von ganz großer Kunst, junge Menschen mit den Herausforderungen von sehr viel Geld und Kinder mit den Folgen von Migration und Abschiebung. Er schont seine Heldinnen und Helden nicht, bricht die Dramatik aber stets durch seinen funkensprühenden Humor. Frank Cottrell Boyce erzählt von schwierigen sozialen Verhältnissen für einzelne Familien oder ganzen Weltgegenden, fragt aber zugleich danach, was und wie die Kunst dazu beitragen kann, dieses Leben besser zu machen. Seine Bücher sind eine Schule des genauen Hinsehens; ihr Witz, ob im Umgang mit der Sprache oder auch mit Bildern, durchbricht die gewohnten oberflächlichen Wahrnehmungen. [...]“ |
| 30. Juni 2017             | Andreas Steinhöfel                                                     | Robert Elstner, Christiane Raabe, Ralf Schweikart, Emer O’Sullivan, Tilman Spreckelsen    | „Die Mitte der Welt, Dirk und ich, Rico, Oskar und die Tieferschatten: Mit seinen Romanen, die von staunenswerter Leichtigkeit, Originalität und Intensität geprägt sind, nimmt Andreas Steinhöfel seit vielen Jahren einen festen Platz in der deutschsprachigen Kinder- und Jugendliteratur ein. Sein Werk setzt dort Maßstäbe, führt es doch vor, wie durch intensive Arbeit am Material Sprache und im Bewusstsein der erzählerischen Traditionslinien eine ganze Literatur weiterentwickelt werden kann. Nicht nur darin knüpft Steinhöfel an James Krüss an, dessen Protagonist Boy mit seinem Urgroßvater eine produktive Sprachskepsis zeigt, die Steinhöfels Rico zutiefst vertraut ist und dem wir wiederum Wortschöpfungen wie ‚Fundnudel‘ und ‚Herzgebreche‘ verdanken. Auch die Weltoffenheit und Toleranz, die das Werk von James Krüss prägen, ist den Romanen Steinhöfels eingeschrieben. [...]“ |
| 4. Juli 2019              | Frida Nilsson, Friederike Buchinger für die Übersetzung                | Robert Elstner, Christiane Raabe, Ralf Schweikart, Tilman Spreckelsen, Emer O’Sullivan    | „Die schwedische Autorin ist eine Ausnahmeerscheinung der modernen Kinderliteratur. Die Achtung vor dem Kind und seinem Weltbild, das Gespür für seine Verletzlichkeit sowie ein unverbrüchlicher Gerechtigkeitssinn sind Aspekte, die Frida Nilssons Werk kennzeichnen. In ihren Geschichten reichert sie einen radikal sozialkritischen Realismus mit fantastischen Verfremdungseffekten an. Damit steht sie in der schwedischen Erzähltradition Astrid Lindgrens [...] Ihr Humanismus und ihr klares Bekenntnis zur Kindheit als einem autonomen Freiheitsraum machen sie zu einer würdigen Preisträgerin im Namen von James Krüss. Wie James Krüss ist Frida Nilsson eine begnadete Erzählerin und eine Meisterin der spannenden Dramaturgie. Sie beherrscht viele Spielarten des Humors […] und widmet sich in lakonisch-heiterem Ton den großen Fragen der Zeit. […] In ihren Kinderbüchern verbinden sich Weltentdeckerglück, Neugier und die Ahnung von dem aufziehenden Ernst der Erwachsenenexistenz. [...] Friederike Buchinger wird ebenfalls ausgezeichnet, die alle Romane der Autorin übersetzt hat und sprachsensibel, ideen- und fantasiereich die verschiedenen Tonlagen der Autorin aus der schwedischen in die deutsche Sprache übertragen hat.“ |
| 10. Juni 2021             | Tamara Bach                                                            | Ute Dettmar, Franz Lettner, Christiane Raabe, Ralf Schweikart, Tilman Spreckelsen         | „Tamara Bach [...] hat in knapp 20 Jahren ein beeindruckendes literarisches Werk vorgelegt, in dem ein unverwechselbarer Ton die unterschiedlichsten Romane prägt, geschrieben meist für Jugendliche und mitunter auch für Kinder. Sie wagt ungewöhnliche formale Experimente und schärft das Bewusstsein dafür, was strukturell und intermedial alles möglich ist, ohne dass dies auf Kosten der Sinnlichkeit des Erzählens oder der beinahe lyrischen Qualitäten ihrer aufs Notwendige reduzierten Sprache geht. Mit leichter Hand findet sie zu Bildern, die sich einprägen, im schönsten Sinne vieldeutige Sätze […] Tamara Bach hat ein sicheres Gespür für die Darstellung adoleszenter Identitätskonflikte, beschreibt genau beobachtend die Bruchkanten jugendlicher Selbstfindungsprozesse und verbindet Ernsthaftigkeit mit großer Leichtigkeit und unaufdringlichem Humor. Geschickt spielt sie mit unseren Erwartungen, setzt dabei bewusst auf Leerstellen und überlässt uns die Entscheidung, welche Wege der Deutung wir einschlagen möchten. All dies macht die ebenso versierte wie originelle Sprachkünstlerin Tamara Bach zu einer würdigen Preisträgerin im Sinne von James Krüss.“                                                              |
| 8. September 2022         | David Almond, Alexandra Ernst für die Übersetzung                      | Ute Dettmar, Franz Lettner, Christiane Raabe, Ralf Schweikart, Tilman Spreckelsen         | „Der Schriftsteller David Almond [...] siedelt viele seiner Geschichten in seiner nordostenglischen Heimatregion an, die er poetisch verwandelt: Seine komplexen Geschichten schildern unsere Realität und sind zugleich an der Grenze zum Magischen angesiedelt. Seine Figuren sind herzgewinnende Eigenbrötler, die das normative Leben in Frage stellen und ihren eigenen Platz in der Welt suchen – wenn das gelingt, wie im Roman ,Ein finsterheller Tag', ist das überwältigende Glück, der Freiheitsrausch der Figuren unübersehbar. [...] Almonds im besten Sinn offenen Texte sind getragen von Empathie, Humor und einer großen Lust am Sprachspiel in spürbarer Nähe zu den Texten von James Krüss [...] Mit seinem erzählerischen Eigensinn und seinem feinen Sprachempfinden erweist sich David Almond in seinem Gesamtwerk als würdiger Krüss-Preisträger. Mit David Almond wird seine derzeitige Hauptübersetzerin Alexandra Ernst ausgezeichnet, die die fantasievollen Spracherkundungen, gewitzten Wortspielereien und atmosphärischen Verdichtungen in Almonds Romanen mit Eleganz und Feinsinn in ein literarisch ebenbürtiges Werk auf Deutsch überträgt.“                                                                                      |
| 4. Juli 2024              | Nils Mohl                                                              | Ute Dettmar, Franz Lettner, Eva-Maria Magel, Christiane Raabe, Jan Standke                | „Nils Mohl [erzählt...] auf unnachahmliche Weise von den Schwierigkeiten und dem Chaos des Erwachsenwerdens. [...] authentisch und mitreißend, oft in lakonischem Ton, mit Humor sowie mit feinem Gespür für die existenzielle Wucht der Adoleszenz. Seine jugendliterarischen Roadtrips sind raffiniert und komplex komponiert.“ |